# Kanoite
La kanoite (simbolo IMA: Knt) è un minerale molto raro della classe dei minerali "silicati e germanati" con la composizione chimica (Mn2+1−x,Mgx)MgSi2O6, con 0,5 > x ≥ 0 appartenente al gruppo del pirosseno.

## Etimologia e storia
La kanoite è stata scoperta in strati ricchi di manganese in facies metamorfiche di orneblenda e vulcani basici nella penisola di Oshima, Hokkaidō, Giappone. Lì la kanoite si trova insieme alla cummingtonite ricca di manganese, alla spessartina e alle reliquie di piroxmangite, che sono state sostituite dalla kanoite nel corso della metamorfosi.
La kanoite è stata descritta nel 1977 da Hideo Kobayashi. Ha chiamato il nuovo minerale dopo il professore di petrologia dell'Università di Akita, il dottor Hiroshi Kano, in riconoscimento del suo lavoro sulle rocce metamorfiche del Giappone.

## Classificazione
Nell'ormai obsoleta, ma ancora in uso, 8ª edizione della sistematica minerale secondo Strunz, la kanoite apparteneva alla classe dei "silicati a catena e a bande (inosilicati)", dove veniva elencata insieme ad egirina, augite, diopside, esseneite, giadeite, jervisite, johannsenite, hedenbergite, clinoenstatite, clinoferrosilite, cosmocloro, namansilite, natalyite, omfacite, petedunnite, pigeonite e spodumene, con le quali forma il sottogruppo dei "clinopirosseni" con il sistema nº VIII/F.01.
Anche la 9ª edizione della sistematica minerale di Strunz, in vigore dal 2001 e utilizzata dall'Associazione Mineralogica Internazionale (IMA), classifica la kanoite nel dipartimento degli "inosilicati". Tuttavia, questo è ulteriormente suddiviso in modo che il minerale sia classificato in base alla sua struttura nella suddivisione "Inosilicati con catene singole di periodo 2, Si2O6; famiglia del pirosseno" dove, insieme a clinoenstatite, clinoferrosilite, halagurite e pigeonite, forma il sistema nº 9.DA.10.
La classificazione dei minerali di Dana, utilizzata principalmente nel mondo anglosassone, classifica la kanoite nel dipartimento dei "minerali silicati a catena". La si trova insieme a clinoenstatite, clinoferrosilite e pigeonite nel gruppo dei "clinopirosseni P 2/c" con il sistema nº 65.01.01 all'interno della suddivisione "Silicati a catena: Catene semplici non ramificate, W=1 con catene P=2".

## Modificazioni
Il composto MnMgSi2O6 è polimorfico e la kanoite è la modifica monoclina a bassa temperatura.Un'altra modifica ben nota è l'ortorombico ortopirosseno donpeacorite.

## Abito cristallino
La kanoite cristallizza nel sistema monoclino nel gruppo spaziale P21/c (gruppo nº 14) con la struttura del clinopirosseno.
La distribuzione del manganese viene ordinata nelle due posizioni dell'ottaedro. Quasi tutto il manganese si trova nella posizione {\displaystyle \mathrm {M2} } più distorta.

## Origine e giacitura
La kanoite si forma principalmente durante la metamorfosi di sedimenti calcarei ricchi di manganese in condizioni di facies granulitica. In tali rocce, la kanoite si trova insieme alla cummingtonite ricca di manganese, alla spessartartina e alla piroxmangite.
La località tipo è la costa vicino a Tatehira sulla penisola di Oshima, Hokkaidō, Giappone. Altri siti includono la miniera di Shimozuru a Kyūshū, in Giappone, l'ofiolite di Semail a Bulaydah nel massiccio del Khawr Fakkan, in Oman, la regione di zinco di Balmat-Edwards a Balmat, New York, USA, e il deposito di piombo-zinco di Broken Hill nel Nuovo Galles del Sud, in Australia.
Inoltre, la kanoite si trova in alcuni meteoriti.

## Forma in cui si presenta in natura
I cristalli, che di solito hanno una dimensione di pochi millimetri, sono prismatici o irregolarmente granulosi. La kanoite è leggermente rosata, marrone, da trasparente a traslucida e ha una lucentezza vitrea. La densità è di 3,66 g/cm3 e la durezza Mohs è di 6.